# Trasamondo I
Trasamondo o Transemundo (630 circa – 703) è stato un nobile longobardo, duca di Spoleto dal 663 al 703.

## Biografia
Fu conte del principato di Capua e fu un fedele seguace del duca di Benevento e successivamente re dei Longobardi Grimoaldo, aiutandolo nella lotta contro Costante II. In cambio, Grimoaldo gli concesse la mano della figlia e la corona del Ducato di Spoleto dopo la morte del duca Atto.
Trasamondo governò per circa quarant'anni e gli successe il figlio Faroaldo II.